# Pra di Roburent
Pra di Roburent is een plaats (frazione) in de Italiaanse gemeente Roburent.